# Méndez Núñez (1922)
Méndez Núñez – hiszpański lekki krążownik typu Méndez Núñez z okresu międzywojennego i II wojny światowej.

## Historia powstania
Dwa krążowniki typu Méndez Núñez (określane też jako typ Blas de Lezo) były zamówione przez Hiszpanię w ramach planu rozbudowy floty ministra Augusto Mirandy z lutego 1915 roku. Hiszpanie zdecydowali się nie kopiować świeżo zamówionego przez siebie w 1914 krążownika „Reina Victoria Eugenia”, opartego na planach brytyjskiego krążownika „Birmingham”, lecz zbudować jednostki w oparciu o jeszcze nowsze brytyjskie projekty (według publikacji, projekt nowych krążowników oparto na nowym brytyjskim typie Caledon, lecz miały one jednak nieco większe wymiary i różniły się m.in. sylwetką, siłownią i mniej racjonalnym rozmieszczeniem artylerii.
Budowę dwóch okrętów rozpoczęto w stoczni SECN w Ferrol 9 maja i 28 września 1917, lecz z powodu neutralności Hiszpanii podczas wojny oraz opóźnień w dostarczaniu zamówionych mechanizmów z Wielkiej Brytanii, przeciągnęła się ona do lat powojennych. Pierwszy został zwodowany „Blas de Lezo” 28 lipca 1922, drugi „Méndez Núñez” 3 marca 1923. Ponieważ jednak w 1924 przypadało stulecie urodzin admirała Méndeza Núñeza (1824-1869), postanowiono oddać w tym roku do służby krążownik o tej nazwie, a ponieważ budowa „Blas de Lezo” była bardziej zaawansowana, dekretem królewskim zamieniono nazwy obu okrętom. „Méndez Núñez” (ex. „Blas de Lezo”) wstąpił do służby w marynarce hiszpańskiej 30 sierpnia 1924, a „Blas de Lezo” (ex. „Méndez Núñez”) 13 maja 1925.
Krążowniki typu Méndez Núñez w chwili ukończenia były oparte na już przestarzałym projekcie z początku I wojny światowej i były mniejsze i słabiej uzbrojone od innych nowo budowanych krążowników. Opancerzenie burt było stosunkowo dobre, składające się z burtowego pasa pancernego na większej powierzchni burty nad linią wodną, o maksymalnej grubości 76 mm (z dwóch warstw pancerza), zmniejszającej się do 31 mm w kierunku dziobu i 50 mm w kierunku rufy. Posiadały ponadto górny pokład pancerny grubości 25 mm. Głównym niedostatkiem była przestarzała artyleria  i jej rozstawienie – z pojedynczymi działami w maskach pancernych. Jedno działo było umieszczone na dziobie, dwa na pokładzie dziobowym po bokach nadbudówki, dwa działa były na nadbudówce rufowej obok siebie i jedno na pokładzie głównym na rufie. W stosunku do typu Caledon, miały o jedno działo więcej, lecz na skutek ustawienia czterech z dział na burtach, salwę burtową stanowiło jedynie 4 działa (na Caledon – 5, a na nowszych krążownikach jeszcze więcej). Przewagą było jedynie to, że ogień wprost w kierunku dziobu i rufy mogły teoretycznie prowadzić po 3 działa. Sam kaliber dział był typowy dla krążowników lekkich, lecz na skutek małego kąta podniesienia dział, miały one stosunkowo małą donośność, wystarczającą jedynie w latach 20. Lekkie uzbrojenie przeciwlotnicze tworzyły jedynie 4 pojedyncze działka 47 mm, rozmieszczone na platformach między kominami (nieco rozsuniętych na boki od osi symetrii okrętu) oraz na platformach na nadbudówce rufowej, rozsuniętych ku burtom.
Po II wojnie światowej postanowiono przebudować „Méndez Núñez” na krążownik przeciwlotniczy; został on wówczas zmodernizowany i przezbrojony w 8 pojedynczych dział kaliber 120 mm, z których 6 rozmieszczono w osi symetrii okrętu, w trzech poziomach i dwa po bokach rufowej nadbudówki (nieco podobnie do amerykańskich krążowników typu Atlanta). Modernizacja ta zwiększyła potencjał bojowy tego przestarzałego już okrętu, a nowe działa miały nawet większą donośność. Otrzymał też 5 podwójnych stanowisk niemieckich półautomatycznych armat 37 mm C/30 i 8 działek 20 mm.

## Służba
13 czerwca 1925 oba krążowniki weszły w skład Eskadry Szkolnej, lecz wkrótce, w związku z powstaniem Rifenów w Maroku, zostały wcielone do Sił Morskich Afryki Północnej. Razem z innymi okrętami hiszpańskimi prowadziły blokadę morską terenów objętych powstaniem, a 8 września 1925 wsparły ogniem desant morski w zatoce Alhucemas. Następnie jeszcze kilkakrotnie ostrzeliwały cele nabrzeżne.

### Blas de Lezo
22 grudnia 1926 okręt ubezpieczał przelot dalekodystansowy łodzi latającej Dornier Wal „Plus Ultra” Ramona Franco do Buenos Aires. 25 stycznia 1927 wyruszył w rejs do Chin, gdzie od marca do sierpnia służył w  ochronie interesów europejskich podczas zamieszek antykomunistycznych. W drodze powrotnej był pierwszym hiszpańskim okrętem z wizytą w Manili na Filipinach, po utracie ich w wojnie z USA w 1898. Powrócił do Hiszpanii w listopadzie i służył następnie do szkolenia. 11 lipca 1932, podczas manewrów floty, wszedł na skały podwodne koło przylądka Finisterre i zatonął na skutek uszkodzenia dna.

### Méndez Núñez
Po interwencji w Maroku, „Méndez Núñez” pozostał na wodach Afryki do 1927 roku. Pełnił następnie służbę w składzie dywizjonu krążowników. Na przełomie lat 20. i 30. służył do celów ćwiczebnych. Podczas radykalizującej się sytuacji w miesiącach poprzedzających wojnę domową w Hiszpanii, na okręcie powołano komitet socjalistyczny. W czerwcu 1936 okręt został wysłany do Santa Izabel w hiszpańskiej kolonii Gwinei Równikowej. Podczas drogi powrotnej, w sierpniu, frankiści próbowali skierować okręt do Las Palmas na Wyspach Kanaryjskich, za aprobatą jego dowódcy kmdr. por. Matresa, gdzie zostałby przejęty przez rebeliantów. Jednakże, gdy okręt dotarł do Dakaru, 5 sierpnia ministerstwo marynarki nakazało mu powrócić do Gwinei, który to rozkaz dowódca okrętu musiał wypełnić, w obliczu zdecydowanej postawy załogi. Matres został następnie na rozkaz rządu z Madrytu zdjęty z dowodzenia, a tymczasowym dowódcą został demokratycznie wybrany  przez załogę okrętu por. Angel Bona. Następnie we wrześniu krążownik przeszedł do Hiszpanii, wchodząc w skład morskich sił strony rządowej (republikanów), stacjonując w Kartagenie. Od listopada w skład dowództwa okrętu wszedł radziecki doradca wojskowy I. Bykow.
Po powrocie floty rządowej z północy Hiszpanii na Morze Śródziemne w październiku 1936, „Méndez Núñez” uczestniczył w operacjach floty na tym akwenie. Mimo że okręt był już przestarzały, a stan maszyn pozwalał mu jedynie na osiągnięcie prędkości 26 w, to po uszkodzeniu krążownika „Cervantes” w listopadzie, stał się drugim co do wartości bojowej z dostępnych dla Republikanów krążowników (a de facto drugim ze wszystkich okrętów we flocie, gdyż przydatność praktyczna pancernika „Jaime I” była ograniczona). W grudniu utworzył z dwoma niszczycielami grupę operacyjną Pedro Prado, lecz w styczniu, w związku ze wstąpieniem do służby trzeciego frankistowskiego krążownika „Baleares”, oba republikańskie krążowniki zaczęły działać razem. W grudniu i styczniu 1937 „Méndez Núñez” uczestniczył dwukrotnie w konwojowaniu transportów złota hiszpańskiego do Francji. Krążowniki pełniły następnie głównie funkcje konwojowania statków z materiałami wojennymi i osłony niszczycieli ostrzeliwujących cele brzegowe. Nie dochodziło  przy tym w większości wypadków do spotkań z okrętami frankistów.
24 kwietnia 1937 krążownik w składzie sił głównych floty, z pancernikiem „Jaime I”, ostrzeliwał cele nabrzeżne w rejonie Malagi. Podczas powrotu z akcji, rano 25 kwietnia doszło do pierwszego starcia obu krążowników i niszczycieli republikańskich z ciężkimi krążownikami frankistowskimi „Canarias” i „Baleares” koło przylądka Palos, zakończonego bez strat po żadnej ze stron. 7 września 1937 doszło do starcia zespołu krążowników i niszczycieli republikańskich z krążownikiem „Baleares” koło przylądka Szarszal w Algierii. 29 grudnia „Méndez Núñez” stał się celem nalotu, został trafiony jedną bombą, lecz bez większych zniszczeń.
W nocy z 5 na 6 marca 1938 „Méndez Núñez” wraz z krążownikiem „Libertad” i 5 niszczycielami wziął udział w drugiej bitwie koło przylądka Palos, prowadząc pojedynek artyleryjski z wszystkimi trzema krążownikami frankistów, co umożliwiło republikańskim niszczycielom storpedowanie „Baleares”. Ostatnią operacją krążownika była próba osłony przedarcia się niszczyciela „Jose Luiz Diaz” z Gibraltaru 29 grudnia 1938, do którego jednak nie doszło. Na skutek utraty większości terytorium przez siły rządowe oraz puczu frankistowskiego w Kartagenie, stacjonująca tam flota republikańska wyszła w morze i 7 marca 1939 została internowana w Bizercie.
Okręty zostały następnie zwrócone nowemu frankistowskimu rządowi Hiszpanii i po obsadzeniu nowymi załogami, 2 kwietnia 1939 wyszły z Bizerty. Z uwagi na zużycie maszyn i przestarzałe uzbrojenie, „Méndez Núñez” trafił od razu do remontu, połączonego z modernizacją, która jednak znacznie przeciągnęła się w czasie. Rozpatrywany był wariant unowocześnienia artylerii przez instalację 6 nowszych dział 152 mm, o większej donośności, w trzech wieżach jak w typie Principe Alfonso. W 1940 zdecydowano jednak przebudować okręt na krążownik przeciwlotniczy, montując 8 pojedynczych dział uniwersalnych 120 mm jako główne uzbrojenie. Na dziobie i rufie zamontowane one były schodkowo na trzech poziomach. Jednocześnie znacznie zmodyfikowano nadbudówki, trzy kominy połączono w dwa i podniesiono pokład dziobowy.
Po modernizacji okręt przyjęto do służby 29 marca 1947, lecz faktycznie gotowość i ukompletowanie osiągnął dopiero w 1949 roku. Okręt wszedł następnie w skład dywizjonu śródziemnomorskiego. W 1957 wziął udział z głównymi siłami floty w interwencji podczas powstania w hiszpańskiej enklawie Ifni na terytorium Maroka. 23 lutego 1963 okręt wycofano z aktywnej służby, a w grudniu skreślono z listy floty, po czym sprzedano na złom w 1964.
W latach 50. nosił on numer burtowy C01.

## Dane techniczne
- wyporność:
  - standardowa: 4780 t
  - pełna: 6045 t
- wymiary:
  - długość: 140,8 m
  - szerokość: 14,05 m
  - zanurzenie: 4,75 m
- napęd: 12 kotłów parowych Yarrow (6 opalanych węglem i 6 mazutem), 4 turbiny parowe o mocy 45 776 KM, 4 śruby
- prędkość maksymalna: 29 w
- zasięg: 5000 mil morskich przy prędkości 13 w
- zapas paliwa: 806 t. węgla i 726 t. mazutu
- załoga: 343

Uzbrojenie i wyposażenie:
- 1924-40
  - 6 pojedynczych dział 152 mm Vickers V 1921, osłoniętych maskami pancernymi.
    - Kąt podniesienia do 15°, donośność 12 000 m., masa pocisku  45,4 kg, długość lufy 50 kalibrów.

  - 4 działka przeciwlotnicze 47 mm Vickers (pojedyncze)
  - 4 km plot 7 mm (pojedyncze)
  - 12 wyrzutni torpedowych 533 mm (4 potrójne, po dwie na burtach)
  - 1 działo desantowe 76 mm Armstrong (na lawecie kołowej)

- 1949-63
  - 8 pojedynczych dział uniwersalnych 120 mm model F, osłoniętych maskami pancernymi.
    - Kąt podniesienia do 80°, donośność 20 000 m., masa pocisku 22 kg, długość lufy 45 kalibrów.

  - 10 działek przeciwlotniczych 37 mm C/30 (półautomatycznych, 5xII)
  - 8 pojedynczych działek przeciwlotniczych 20 mm
  - 6 wyrzutni torpedowych 533 mm (dwie potrójne, na burtach)

Opancerzenie:
- pas burtowy: 76–31 mm
- pokład pancerny: 25 mm
- wieża dowodzenia(inne języki): 152 mm
- maski dział 152 mm: przód i boki 150 mm, góra 62,5 mm